# Sčastlivyj rejs
Sčastlivyj rejs (Счастливый рейс) è un film del 1949 diretto da Vladimir Viktorovič Nemoljaev.